# Stenoterommata crassimana
Espèce
Synonymes
- Psalistops crassimanu Mello-Leitão, 1923

Stenoterommata crassimana est une espèce d'araignées mygalomorphes de la famille des Pycnothelidae.

## Distribution
Cette espèce est endémique de l'État de São Paulo au Brésil,. Elle se rencontre sur Alcatrazes, Queimada Grande et Queimada Pequena.

## Description
Le mâle syntype mesure 11 mm et la femelle syntype 17 mm.
Le mâle décrit par Bertani, Mori et Fukushima en 2017 mesure 11,45 mm et la femelle 14,35 mm.

## Systématique et taxinomie
Cette espèce a été décrite sous le protonyme Psalistops crassimanu par Mello-Leitão en 1923. Elle est placée dans le genre Stenoterommata par Bertani, Mori et Fukushima en 2017.

## Publication originale
- Mello-Leitão, 1923 : Theraphosideas do Brasil. Revista do Museu Paulista, vol. 13, p. 1-438.